# Mary Jane Entertains
Mary Jane Entertains è un cortometraggio muto del 1914 diretto da George D. Baker. Di genere comico, ha come protagonisti la smilza Flora Finch e il ciccione Hughie Mack.

## Produzione
Il film fu prodotto dalla Vitagraph Company of America.

## Distribuzione
Distribuito dalla General Film Company, il film - un cortometraggio in due bobine - uscì nelle sale cinematografiche statunitensi il 21 novembre 1914.